# Jann Wattjes
Jann Wattjes (* 1992 in Esens) ist ein deutscher Autor, Kabarettist und Slam-Poet.

## Wirken
Wattjes arbeitet als freier Autor für verschiedene Fernsehformate, unter anderem zeitweise für das Neo Magazin Royale. Er ist studierter Anglist. Als Teilnehmer von Poetry Slams ist er seit 2015 aktiv und dort mehrfacher Landesmeister. Mehrfach konnte er sich für die nordrhein-westfälischen sowie die deutschsprachigen Meisterschaften qualifizieren, 2019 erreichte er in Aachen das Finale im Eurogress. Auch als Moderator diverser Literaturveranstaltungen sowie durch die Ausrichtung von Lesen-für-Bier-Shows tritt er öffentlich in Erscheinung sowie durch Auftritte bei Festivals wie dem Deichbrand sowie im Rahmen der Leipziger Buchmesse. Auf Bühnen trägt er zumeist Texte mit politischem Inhalt vor. Eine Sammlung seiner Texte erschien 2018 unter dem Titel Lauchentscheidungen im Lektora-Verlag, weitere Texte wurden in diversen Zeitschriften und Anthologien veröffentlicht. Im Oktober 2021 gewann Wattjes den NRW-Slam in Bielefeld. 2023 war er in der Doku "LORIOT100" zum hundertsten Geburtstag von Loriot in der ARD zu sehen.
Gemeinsam mit August Klar bildet er das Kabarettduo Rabatt auf Alienzubehör. Sie gewannen unter anderem 2018 den Song-Slam bei den deutschsprachigen Slam-Meisterschaften in Zürich. 2020 gaben sie die gemeinsame Anthologie Leude heraus.

## Auszeichnungen
- 2019: Finalist NRW-Slam (in Aachen)
- 2020: Karl-Marx-Poesiepreis[11]
- 2021: Sieger NRW-Slam (in Bielefeld)
- 2022: Finalist NRW-Slam (in Hagen)
- 2023: Finalist Schleswig-Holsteinische Landesmeisterschaften (in Büdelsdorf)
- 2024: Hamburger Meister im Poetry Slam
- 2024: Finalist der deutschsprachigen Slam-Meisterschaften (in Bielefeld)

mit Rabatt auf Alienzubehör:
- 2018: Finalist der deutschsprachigen Team-Slam-Meisterschaften (in Zürich)
- 2018: Sieg beim Song Slam (in Zürich)[12]
- 2019: Halbfinalist der deutschsprachigen Team-Slam-Meisterschaften (in Berlin)
- 2020: 2. Platz beim Team-Slam der deutschsprachigen Team-Slam-Meisterschaften (in Düsseldorf)
- 2023: 3. Platz beim Team-Slam der deutschsprachigen Team-Slam-Meisterschaften (in Bochum)

## Veröffentlichungen (Auswahl)
- Lauchentscheidungen: In der Bibel ist auch nicht jedes Kapitel geil. Lektora, 2018, ISBN 978-3-95461-111-9.
- Denise Bretz, Larissa Tiesbohnenkamp (Hrsg.): Die ultimative Poetry Slam Anthologie II. Lektora, 2019, ISBN 978-3-95461-137-9.
- Kolja Fach: Schund und Bühne. Lektora, 2020, ISBN 978-3-95461-156-0.
- August Klar, Jann Wattjes (Hrsg.): Leude. Lektora, 2020, ISBN 978-3-95461-167-6.
- Das Leben ist wie eine Schachtel Sardinen. Lektora, 2022, ISBN 978-3-95461-225-3.